# Floringhem
Floringhem là một xã của tỉnh Pas-de-Calais, thuộc vùng Hauts-de-France, miền bắc nước Pháp.

## Địa lý
Xã nông nghiệp này có nằm cách vùng tây bắc Arras 26 dặm (38.6 km) tại ngã ba đường D916 và D183.

## Dân số
| 1962                                                           | 1968 | 1975 | 1982 | 1990 | 1999 |
| -------------------------------------------------------------- | ---- | ---- | ---- | ---- | ---- |
| 784                                                            | 792  | 678  | 681  | 662  | 675  |
| Census count starting from 1962: Population without duplicates |      |      |      |      |      |